# Lepidophyma radula
Espèce
Synonymes
- Gaigeia radula Smith, 1942

Statut de conservation UICN

 DD  : Données insuffisantes
Lepidophyma radula est une espèce de sauriens de la famille des Xantusiidae.

## Répartition
Cette espèce est endémique de l'État d'Oaxaca au Mexique.

## Publication originale
- Smith, 1942 : Mexican herpetological miscellany. Proceedings of the United States National Museum, vol. 92, p. 349-395 (texte intégral).